# Cap Barham
Charles Emmett "Cap" Barham, född 26 september 1904 i Lincoln Parish i Louisiana, död 23 februari 1972, var en amerikansk demokratisk politiker. Han var Louisianas viceguvernör 1952–1956. Barham tjänstgjorde som viceguvernör under guvernören Robert F. Kennon.
Barham avlade 1931 juristexamen vid Louisiana State University och inledde sedan sin karriär som advokat i Ruston. Han gifte sig med Carice Helen Hilburn. Han var ledamot av Louisianas senat 1948–1952 innan han blev viceguvernör.